# Staffan Österlind
Staffan Österlind, född 10 mars 1973, är en svensk musiker, gitarrist och musikproducent som turnerat som gitarrist med Paul Di'Anno och producerat en cover av Led Zeppelin's låt Kashmir med Paul Di'Anno på sång. Han spelade gitarr med banden Tuff och Black Robot samt Supercharger. Österlind har även producerat två av Erika Wagenius album Remedy For Sobriety och United States of Erika, Close Quarters album Always A Lot Never Little samt The Soul Exchanges album Memories or Illusions. Österlind spelar med bandet From The Sky.

## Karriär

### 1993–2009
Staffan Österlind studerade vid Musikhögskolan i Malmö och 1997 avlade han en magisterexamen i musik. Därefter började han arbeta som musiklärare på gymnasieskolan Nicolaiskolan, Helsingborg. Under sin studietid vid Musikhögskolan startade han bandet A Tribute to Led Zeppelin tillsammans med Pontus Snibb (Bonafide) och Johan Pihleke (Kvinnaböske Band). 2005 började Österlind spela gitarr med Paul Di'Anno, sångaren från Iron Maiden och turnerade i 13 länder tillsammans med honom. 2006 producerade han en cover av Kashmir (original låt av Led Zeppelin) med Paul Di'Anno på sång.

### 2009-nutid
Österlind flyttade till Hollywood i Los Angeles i Kalifornien 2009 och studerade vid Musician's Institute of Technology där han tog en associate's degree i gitarr och musikproduktion. Under sin tid i Los Angeles spelade han bland annat med banden Black Robot, Tuff, Stacy Barthe, Tony DeNiro, LA Velvet,, Beck, Phil Soussan och uppträdde i Huell Howsers TV-program; California's Gold. Österlind arbetade även på Guitar Center på Sunset Blvd där han hade många intressanta och kända musiker som kunder, till exempel Johnny Depp, Seal och Steven Tyler.
När Österlind flyttade tillbaka till Sverige 2011 gick han med i danska rockbandet Supercharger och åkte på en Europaturné med dem och H.E.A.T. Han producerade albumet Always A Lot Never Little med Close Quarters som blev ett av de mest sålda rockalbumen under 2015 i Sverige. Österlind har producerat och var även en av låtskrivarna för Erika Wagenius album Remedy For Sobriety, släppt 2020. 2021 producerade han Marina Ammouri's singel Latita (Let's Do What U Want). och The Soul Exchanges album Memories or Illusions. 2024 producerade han Erika Wagenius album United States of Erika, släppt samma år.
Österlind spelar med ARRIVAL From Sweden-The Music of ABBA tillsammans med ABBAs originalbasist Mike Watson och turnerar med dem i Europa och Asien som ”Björn”. Han sjunger låten Does your mother know och spelar alla gitarrer live i showen. Österlind spelar också med Wrethovs Bryan Adams Tribute tillsammans med Anderz Wrethov (låtskrivare i Melodifestivalen), Fredrik "Figge" von Wachenfeldt (Wallmans Copenhagen) och John Löfgren (E-Type) samt med A Tribute to Led Zeppelin tillsammans med Pontus Snibb (Bonafide), Sampo Axelsson (Lion's Share) och Johan Pihleke (Kvinnaböske Band). 
2024 började Österlind spela och turnera i Spanien med showen Road To Hell, A Tribute to AC/DC producerat av Moonworld Records.

### SYCAMORE-73
Under 2023 och 2024 släppte Österlind sju singlar med instrumental syntmusik inspelad med gitarrsynthesizer under artistnamnet SYCAMORE-73. Under samma alias har han också släppt tre gitarrbaserade chill-out-låtar med Niclas Lundqvist. (Alias; 08 Pulse och LUNIQ)

### From The Sky
2020 startade Österlind, tillsammans med Pontus Snibb (initiativtagare) och Sampo Axelsson, bandet From The Sky. De har släppt ett album 2021) flera singlar och en EP. Bandet har kontrakt med skivbolaget Ninetone Group.